# Lista de singles número um na Portugal Digital Songs em 2013
A lista dos singles número um na Portugal Digital Songs em 2013 foi publicada pela revista norte-americana Billboard, sendo que os dados são recolhidos pela Nielsen SoundScan e baseados em cada venda semanal digital.

## Histórico
| Data            | Canção                   | Artista(s)                                | Referência(s) |
| --------------- | ------------------------ | ----------------------------------------- | ------------- |
| 5 de Janeiro    | "Diamonds"               | Rihanna                                   | [ 2 ]         |
| 12 de Janeiro   | "Diamonds"               | Rihanna                                   | [ 3 ]         |
| 19 de Janeiro   | "Diamonds"               | Rihanna                                   | [ 4 ]         |
| 26 de Janeiro   | "Where Are We Now?"      | David Bowie                               | [ 5 ]         |
| 2 de Fevereiro  | "Stellar"                | Daddy's Groove                            | [ 6 ]         |
| 9 de Fevereiro  | "Beneath Your Beautiful" | Labrinth com Emeli Sandé                  | [ 7 ]         |
| 16 de Fevereiro | "Beneath Your Beautiful" | Labrinth com Emeli Sandé                  | [ 8 ]         |
| 23 de Fevereiro | "Diamonds"               | Rihanna                                   | [ 9 ]         |
| 2 de Março      | "Ho Hey"                 | The Lumineers                             | [ 10 ]        |
| 9 de Março      | "Ho Hey"                 | The Lumineers                             | [ 11 ]        |
| 16 de Março     | "Ho Hey"                 | The Lumineers                             | [ 12 ]        |
| 23 de Março     | "Ho Hey"                 | The Lumineers                             | [ 13 ]        |
| 30 de Março     | "On Top of the World"    | Imagine Dragons                           | [ 14 ]        |
| 6 de Abril      | "On Top of the World"    | Imagine Dragons                           | [ 15 ]        |
| 13 de Abril     | "On Top of the World"    | Imagine Dragons                           | [ 16 ]        |
| 20 de Abril     | "On Top of the World"    | Imagine Dragons                           | [ 17 ]        |
| 27 de Abril     | "Just Give Me a Reason"  | Pink com Nate Ruess                       | [ 18 ]        |
| 4 de Maio       | "Get Lucky"              | Daft Punk com Pharrell Williams           | [ 19 ]        |
| 11 de Maio      | "Get Lucky"              | Daft Punk com Pharrell Williams           | [ 20 ]        |
| 18 de Maio      | "Get Lucky"              | Daft Punk com Pharrell Williams           | [ 21 ]        |
| 25 de Maio      | "Get Lucky"              | Daft Punk com Pharrell Williams           | [ 22 ]        |
| 1 de Junho      | "Get Lucky"              | Daft Punk com Pharrell Williams           | [ 23 ]        |
| 8 de Junho      | "Get Lucky"              | Daft Punk com Pharrell Williams           | [ 24 ]        |
| 15 de Junho     | "Get Lucky"              | Daft Punk com Pharrell Williams           | [ 25 ]        |
| 22 de Junho     | "Get Lucky"              | Daft Punk com Pharrell Williams           | [ 26 ]        |
| 29 de Junho     | "Get Lucky"              | Daft Punk com Pharrell Williams           | [ 27 ]        |
| 6 de Julho      | "Get Lucky"              | Daft Punk com Pharrell Williams           | [ 28 ]        |
| 13 de Julho     | "Get Lucky"              | Daft Punk com Pharrell Williams           | [ 29 ]        |
| 20 de Julho     | "Get Lucky"              | Daft Punk com Pharrell Williams           | [ 30 ]        |
| 27 de Julho     | "Blurred Lines"          | Robin Thicke com T.I. e Pharrell Williams | [ 31 ]        |
| 3 de Agosto     | "Get Lucky"              | Daft Punk com Pharrell Williams           | [ 32 ]        |
| 10 de Agosto    | "Blurred Lines"          | Robin Thicke com T.I. e Pharrell Williams | [ 33 ]        |
| 17 de Agosto    | "Wake Me Up!"            | Avicii                                    | [ 34 ]        |
| 24 de Agosto    | "Wake Me Up!"            | Avicii                                    | [ 35 ]        |
| 31 de Agosto    | "Wake Me Up!"            | Avicii                                    | [ 36 ]        |
| 7 de Setembro   | "Wake Me Up!"            | Avicii                                    | [ 37 ]        |
| 14 de Setembro  | "Wake Me Up!"            | Avicii                                    | [ 38 ]        |
| 21 de Setembro  | "Wake Me Up!"            | Avicii                                    | [ 39 ]        |
| 28 de Setembro  | "Wake Me Up!"            | Avicii                                    | [ 40 ]        |
| 5 de Outubro    | "Wake Me Up!"            | Avicii                                    | [ 41 ]        |
| 12 de Outubro   | "Wake Me Up!"            | Avicii                                    | [ 42 ]        |
| 19 de Outubro   | "Wake Me Up!"            | Avicii                                    | [ 43 ]        |
| 26 de Outubro   | "Wake Me Up!"            | Avicii                                    | [ 44 ]        |
| 2 de Novembro   | "Wake Me Up!"            | Avicii                                    | [ 45 ]        |
| 9 de Novembro   | "Wake Me Up!"            | Avicii                                    | [ 46 ]        |
| 16 de Novembro  | "Wake Me Up!"            | Avicii                                    | [ 47 ]        |
| 23 de Novembro  | "All of Me"              | John Legend                               | [ 48 ]        |
| 23 de Novembro  | "Happy"                  | Pharrell Williams                         | [ 49 ]        |
| 7 de Dezembro   | "All of Me"              | John Legend                               | [ 50 ]        |
| 14 de Dezembro  | "All of Me"              | John Legend                               | [ 51 ]        |
| 21 de Dezembro  | "Ordinary Love"          | U2                                        | [ 52 ]        |
| 28 de Dezembro  | "All of Me"              | John Legend                               | [ 53 ]        |